# 長篠村
長篠村（ながしのむら）は、愛知県南設楽郡にかつて存在した村である。
豊川・宇連川沿いの地域を村の範囲とした。1889年（明治22年）に町村制施行により発足、1956年（昭和31年）に周辺の村と合併し鳳来町となって消滅した。直後に一部の地区は新城町（後の新城市）に編入されたが、2005年（平成17年）に鳳来町が新城市に編入されたため現在は全域が新城市の一部である。

## 歴史
江戸時代初頭の時点で、明治に長篠村となる範囲には14村が存在した。いずれも三河国設楽郡に属し、慶長年間の時点で（旧）長篠村・横山村・滝川村の3村が幕府領（慶長5年（1600年）以降）、ほか11村が鳳来寺領（慶長7年（1602年）以降）である。このうち長篠村は元禄11年（1698年）に幕府領から旗本一色氏の知行へと変わった。また、同じく元禄11年に鳳来寺領において新田（槙原新田）が開発された。
槙原新田を加えたこれらの15村は明治に入ると、1878年（明治11年）までに5村に整理された。同年の郡区町村編制法により、設楽郡は南北に分割されたが、この地域の村はすべて南設楽郡に属した。この5村は町村制が施行された1889年（明治22年）に合併し、長篠村は発足した。以降しばらく町村合併は行われないまま推移したが、昭和の大合併の一環として1956年（昭和31年）長篠村は周辺自治体と合併して鳳来町の一部となり、消滅した。この直後、村域の一部は隣町の新城町に編入されている。
1921年（大正10年）、愛知県山林会は村内にあった御料林を天然保護林として存置するよう決議した。

### 年表
明治以降の行政区画の推移は以下の通り。
- 1874年（明治7年）[* 2] - 引地村（ひきじむら）・橋平村（はしだいらむら）・湯谷村（ゆやむら）・柿平村（かきだいらむら）・槙原新田（まきはらしんでん）の5村が合併し、豊岡村（とよおかむら）が発足[3][4][5]。
- 1878年（明治11年） -
  - 横山村（よこやまむら）と滝川村（たきがわむら）が合併し、横川村（よこかわむら）が発足[6][5]。
  - 浅畑村（あさばたむら）・下平村（しもだいらむら）・寺林村（てらばやしむら）・大峠村（おおとうげむら）の4村が合併し、富栄村（とみさかむら）が発足[3][7][5]。
  - 吉村（よしむら）・岡村（おかむら）・大草村（おおくさむら）の3村が合併し、富保村（とみやすむら）が発足[3][8][5]。
- 1889年（明治22年） - 長篠村・横川村・富栄村・富保村・豊岡村が合併し、（新）長篠村が発足[3][9]。
- 1956年（昭和31年）4月1日 - 南設楽郡鳳来寺村および八名郡大野町・七郷村と合併して鳳来町となり[10]消滅。
- 1956年（昭和31年）9月30日 - 鳳来町横山（旧横山村）のうち字北山を除く地域が新城町に編入される[10][5]。
- 2005年（平成17年）10月1日 - 鳳来町が新城市, 作手村と合併して新城市となる。

## 地理・行政地名
村の大部分は山地であり、平地は少ない。村内を流れる豊川（寒狭川）やその支流の宇連川（三輪川）の沿岸には比較的平坦な台地が発達しており、ほとんどの集落がこの台地上にある。
村内には5つの大字が設定されていた。いずれも1889年の（新）長篠村発足前に存在した5つの村を再編したものである。豊川と宇連川の合流地点付近に「長篠」、その北側の豊川沿岸に「横川」、長篠の東側の宇連川右岸に「富栄」、同じく宇連川右岸で富栄のさらに東側に「豊岡」、長篠の北の山間部に「富保」があった。鳳来町発足後もこれらの大字は存置されたが、横川の大部分は新城町に編入されたので、鳳来町横川はほぼ山林が占める人口0の地域となっていた。2005年に鳳来町が新城市に合併したため、現在は横川を含め5つとも新城市の大字に変わっている。
新城市が現在設定している鳳来中部地域自治区は旧長篠村の長篠、富保、横川（旧鳳来町域）と旧舟着村の乗本から構成されている。

## 交通機関
村内を流れる宇連川に沿って、村の南西部から北東部にかけて国鉄飯田線（旧・鳳来寺鉄道）が1923年（大正12年）から通っている。村内の駅は6か所。長篠に長篠城駅と本長篠駅、富栄に三河大野駅、豊岡に湯谷駅（現・湯谷温泉駅）・三河槙原駅・柿平駅が設置された。
1929年（昭和4年）には本長篠駅を起点に飯田線から分かれて北設楽へ向かう田口鉄道が開通した。同鉄道は富保に三河大草駅を設置していた。

## 教育
村内には、村立小学校2校と中学校1校が設置されていた。
- 長篠村立長篠小学校 - 長篠に所在。1873年（明治6年）開校。1969年（昭和44年）乗本小学校（鳳来町乗本）と統合し鳳来中部小学校となり[9]、長篠中学校跡地へと移転[14]。
- 長篠村立富栄小学校 - 富栄に所在。1875年（明治8年）開校。1976年（昭和51年）東陽小学校（鳳来町大野）に統合[7]。
- 長篠村立長篠中学校 - 長篠に所在。1947年（昭和22年）開校。1968年（昭和43年）から1971年（昭和46年）にかけて5つの中学校と統合し鳳来中学校となる[9]。

## 郵便局
- 長篠郵便局 - 長篠に所在。1931年（昭和6年）開局[9]。
- 横川郵便局 - 横川（村）に所在。1880年（明治13年）開局、1883年（明治16年）廃止[6]。

## 発電所
豊川に2つの水力発電所が設置されている。どちらも現在も中部電力により稼働中である。
- 新城水力発電所 - 横川に所在[6]。1912年（明治45年）3月運転開始。
- 横川水力発電所 - 横川に所在[6]。1922年（大正11年）2月運転開始。

## 名所・旧跡
- 長篠城址 - 長篠にある城址。長篠の戦いの舞台の一つ。
- 医王寺 - 長篠にある寺院。
- 湯谷温泉 - 豊岡にある温泉。